# Stellaria longipes
Stellaria longipes — вид трав'янистих рослин родини Гвоздичні (Caryophyllaceae), поширений у Північній Америці, й Північній Євразії.

## Таксономічні примітки
Stellaria longipes є одною з найскладніших рослин ув Арктиці. Попередні автори, а також багато сучасних, визнали велику групу видів на базі цього. Кілька північноамериканських авторів більше стоять на позиції об'єднання групи до одного поліморфного виду. Рішення цих двох шкіл досі не порівняні критично.

## Опис
Це багаторічні трави формують килимки з розгалуженою системою кореневища; кореневищні гілки дуже тонкі (товщиною 0.5–1 мм) з парами лускатих білих скловидих листків. Стебла 10–15 см або іноді більше в укритих або удобрених місцях. Листки супротивні, стиснуті ближче до основи, віддалені ближче до верхівки, 5–10 × 2–4 мм, яйцеподібні або ланцетні, гострі, м'ясисті, незвичайно жорсткі, з посиленими і блідими серединними венами і краями, зелені або голубувато-зелені, дуже блискучі або з нальотом.
Суцвіття — одну квітка або 2–5-квіткові кластери. Квітконіжки 5–30 мм, голі або м'яко опушені. Квітки 5–10 мм діаметром; чашолистків 5, 3-жильні, від ланцетних до яйцеподібних-ланцетних, 3.5–5 мм, поля опуклі, вузькі, верхівки гострі, голі або опушені; пелюсток 5, 3–8 мм, у 1–1.5 рази довші за чашолистки; тичинок 5–10. Капсули чорнувато-багрові або солом'яного кольору, від яйцевидих до яйцевидо-ланцетні, 4–6 мм, в 1.5–2 рази довші за чашолистки, вершина широко гострі. Насіння коричневе, від ниркоподібних до кулястих, 0.6–0.9 мм діаметром, від неглибоко бугоркових до гладких.

## Відтворення
Статеве розмноження насінням; місцеве вегетативне розмноження кореневищами, можливо, також окремими короткими пагонами з пазух листя (цибулинки). Самозапильний, але сумісно з запиленням, яке зазвичай виконують невеликими мухи. Рясно квітне і дає безліч насіння. Кореневища дуже крихкі, тому їх частинки можуть легко поширитися на деяку відстань водою. У пазухах листків рясно зростають карликові пагони, які відділяються легко. Можна припустити, що вони можуть виконувати функції вегетативних діаспор, навіть якщо про це немає згадки в авторитетних оглядах виду.

## Поширення
Північна Америка (Ґренландія, Канада, США); Європа (Швеція, Норвегія [вкл. Шпіцберген], північна Росія); Азія (Росія).
Населяє дуже широкий діапазон типів рослинності, від пусток і луків до осипів і обвалі та удобрених ділянок (пташині луки й населені пункти). Підкладка може бути дрібнозернистою або крупнистою, сухою або вологою. Здається, байдужий до реакції ґрунту (рН).

## Галерея

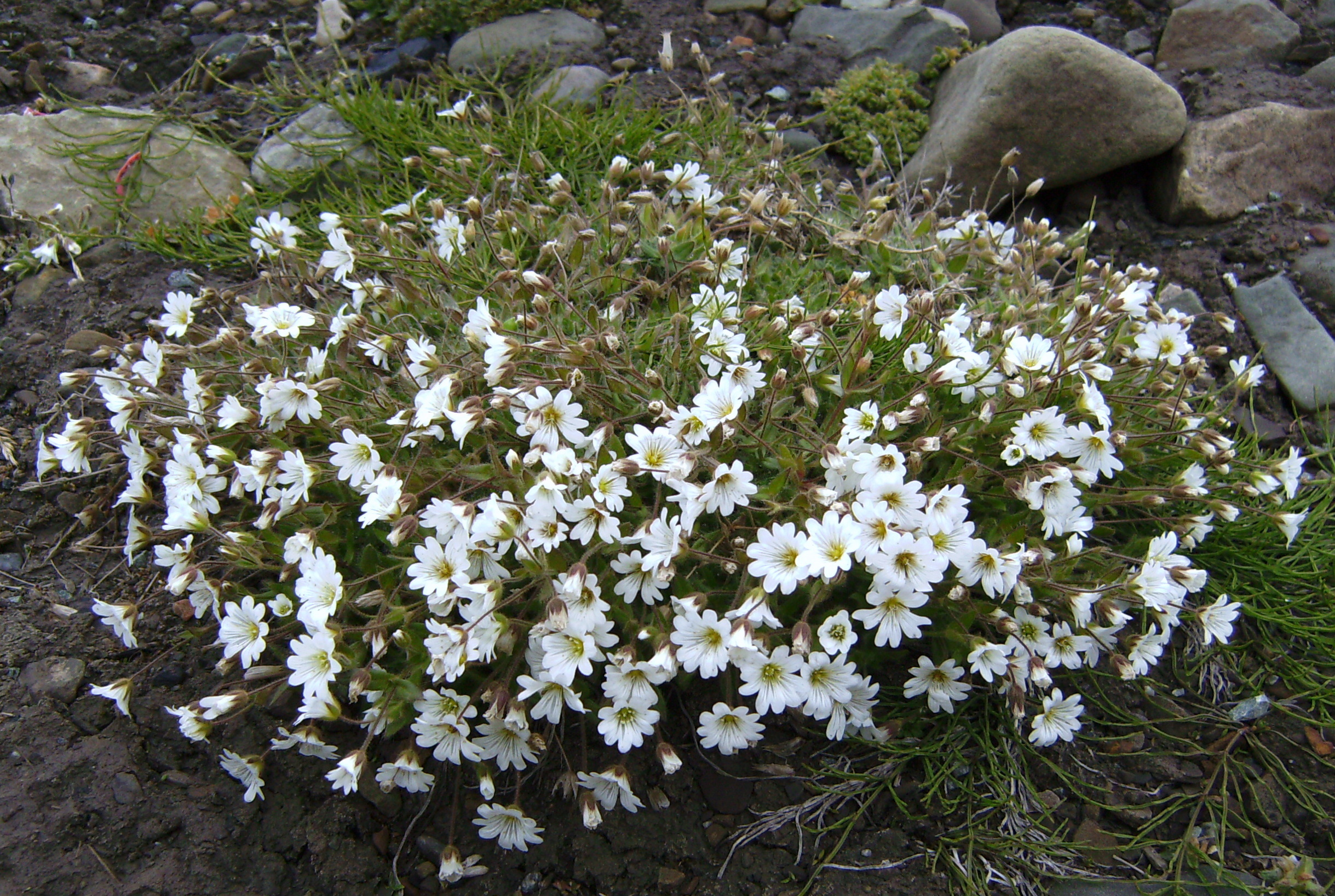
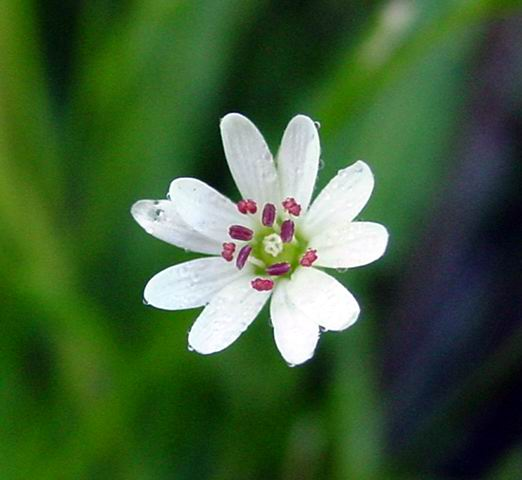
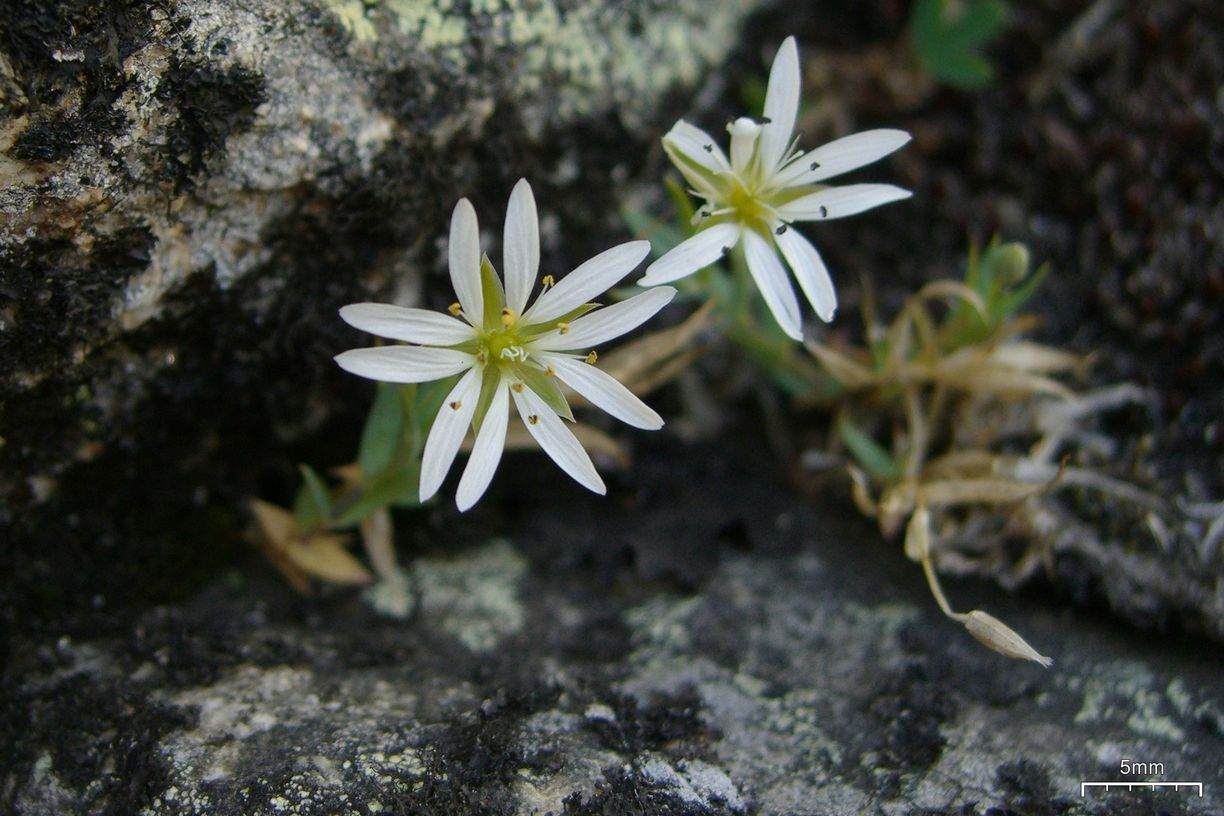